# 平間樹里
平間 樹里（ひらま じゅり、1984年2月8日 - ）は、日本の女性声優。東京都出身。元エイベックス・プランニング&デベロップメント所属。血液型O型。

## 作品

### テレビアニメ
- LEMON ANGEL PROJECT（榊原冬美）

### ゲーム
- étude prologue 〜揺れ動く心のかたち〜（中沢 薫）

### ディスコグラフィ
- レモンエンジェルプロジェクト キャラクターソングシングル Vol.3